# Référendum constitutionnel italien de 2020
Le référendum constitutionnel italien de 2020 a lieu les 20 et 21 septembre 2020 afin de permettre à la population italienne de se prononcer sur un amendement constitutionnel visant à réduire le nombre de ses parlementaires. Initialement prévu pour le 29 mars 2020, le scrutin est reporté de plusieurs mois en raison de la pandémie de maladie à coronavirus qui touche durement le pays.
L'amendement, approuvé à une large majorité de près de 70 % des votants, fait passer le nombre de députés de 630 à 400, et celui de sénateurs de 315 à 200, pour un total de 600 parlementaires élus contre 945 auparavant.

## Historique

### Projet

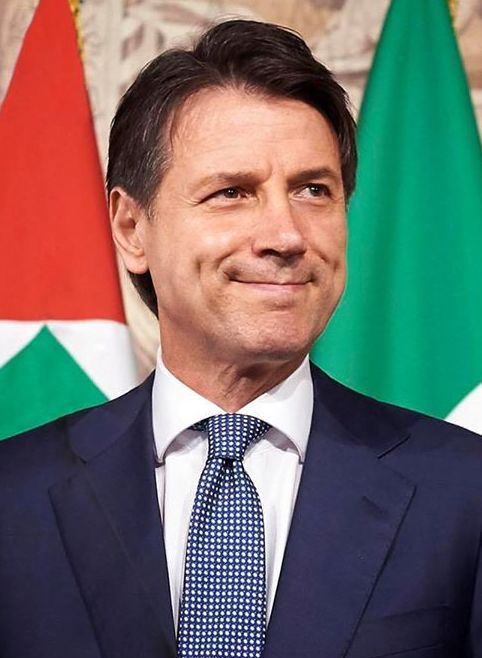
Giuseppe Conte

Le gouvernement de Giuseppe Conte composé de l'alliance du Mouvement 5 étoiles et de la Ligue met en œuvre en 2019 une réforme constitutionnelle visant à une réduction considérable du nombre de parlementaires, en accord avec une promesse électorale du Mouvement 5 étoiles.
La loi électorale en vigueur depuis 2017 dans les deux chambres consiste en un système mixte avec une part de sièges alloués au scrutin majoritaire uninominal à un tour et une autre plus importante au scrutin proportionnel plurinominal selon la méthode d'Hondt, auquel s'ajoute un petit nombre de parlementaires élus par la diaspora. La réforme gouvernementale vise à abaisser le total de parlementaires de 945 à 600 en abaissant le nombre de députés de 630 à 400 et celui de sénateurs de 315 à 200, tout en conservant les modalités de la loi électorale. Ces chiffres ainsi que ceux des députés et sénateurs élus par les italiens de l'étranger - respectivement 12 et 6, qui seraient abaissés à 8 et 4 - figurent cependant directement dans les articles 56 et 57 de la Constitution de la République italienne. Le gouvernement engage par conséquent une révision constitutionnelle. Or, toute révision de la Constitution italienne nécessite d'être approuvée lors de deux délibérations successives dans chacune des deux chambres, séparées d'au moins trois mois.

### Premier passage
La réforme constitutionnelle est introduite au Sénat le 4 avril 2018, où elle est approuvée le 7 février de l'année suivante par 185 voix pour, 54 contre et 4 abstentions. Transmise à la Chambre après le délai constitutionnel de trois mois, elle y est approuvée le 9 mai 2019 par 310 voix pour, 107 contre et 5 abstentions. La réforme constitutionnelle doit alors de nouveau être approuvée dans les mêmes termes par les deux chambres.
Au cours du premier examen, la révision constitutionnelle est ainsi approuvée à la majorité absolue, mais pas à la majorité qualifiée des deux tiers. Le gouvernement ne disposant pas d'une telle majorité, ses chances de l'être au second examen sont alors considérées comme nulles. La révision est par conséquent très tôt jugée susceptible d'être soumise à référendum, l'opposition disposant du nombre de parlementaires et de conseils régionaux suffisant pour déclencher la tenue d'un tel scrutin. Une révision constitutionnelle peut en effet se voir soumise à référendum si les second votes n'ont pas atteint la majorité des deux tiers du total des membres dans chaque chambre.

### Ajustement de la loi électorale
Le nombre de parlementaires élus selon les différents modes de scrutin ne figure cependant pas dans la Constitution, mais dans les modalités de la loi électorale de 2017, qui fixe précisément leurs nombres. Pour les députés, 232 sièges sont ainsi pourvus au scrutin uninominal majoritaire à un tour et 386 au scrutin proportionnel plurinominal. Ils sont de 116 et 193 pour les sénateurs, les sièges réserves à la diaspora s'ajoutant ensuite dans chacune des chambres. Ces chiffres étant incompatibles avec l'objectif de réduction du nombre de parlementaires, le gouvernement procède en parallèle à une modification de la loi électorale. Dans chaque chambre, le nombre de sièges au scrutin majoritaire est fixé à trois huitièmes du total de sièges obtenus une fois déduits les sièges de la diaspora, et celui à la proportionnelle à cinq huitièmes. De cette manière, le nombre de sièges par mode de scrutin demeure inchangé, tout en étant disposé à changer en fonction du total de sièges. La réforme est approuvée au Sénat le 19 février 2019 par 136 voix pour et 101 contre, puis à la Chambre le 13 mai suivant par 269 voix pour, 167 contre et 14 abstentions. La loi entre en vigueur le jour même, et les nouvelles modalités sont appliquées à partir du 26 juin 2019,.
| Chambre des députés | Chambre des députés | Chambre des députés | Chambre des députés | Sénat de la République | Sénat de la République | Sénat de la République |
|                     |                     |                     |                     |                        |                        |                        |
| Méthode             | Méthode             | Sièges              | %                   | Méthode                | Sièges                 | %                      |
|                     | Uninominal          | 232                 | 37 %                | Uninominal             | 116                    | 37 %                   |
|                     | Proportionnelle     | 386                 | 61 %                | Proportionnelle        | 193                    | 61 %                   |
|                     | Expatriés           | 12                  | 2 %                 | Expatriés              | 6                      | 2 %                    |

### Crise politique et second passage

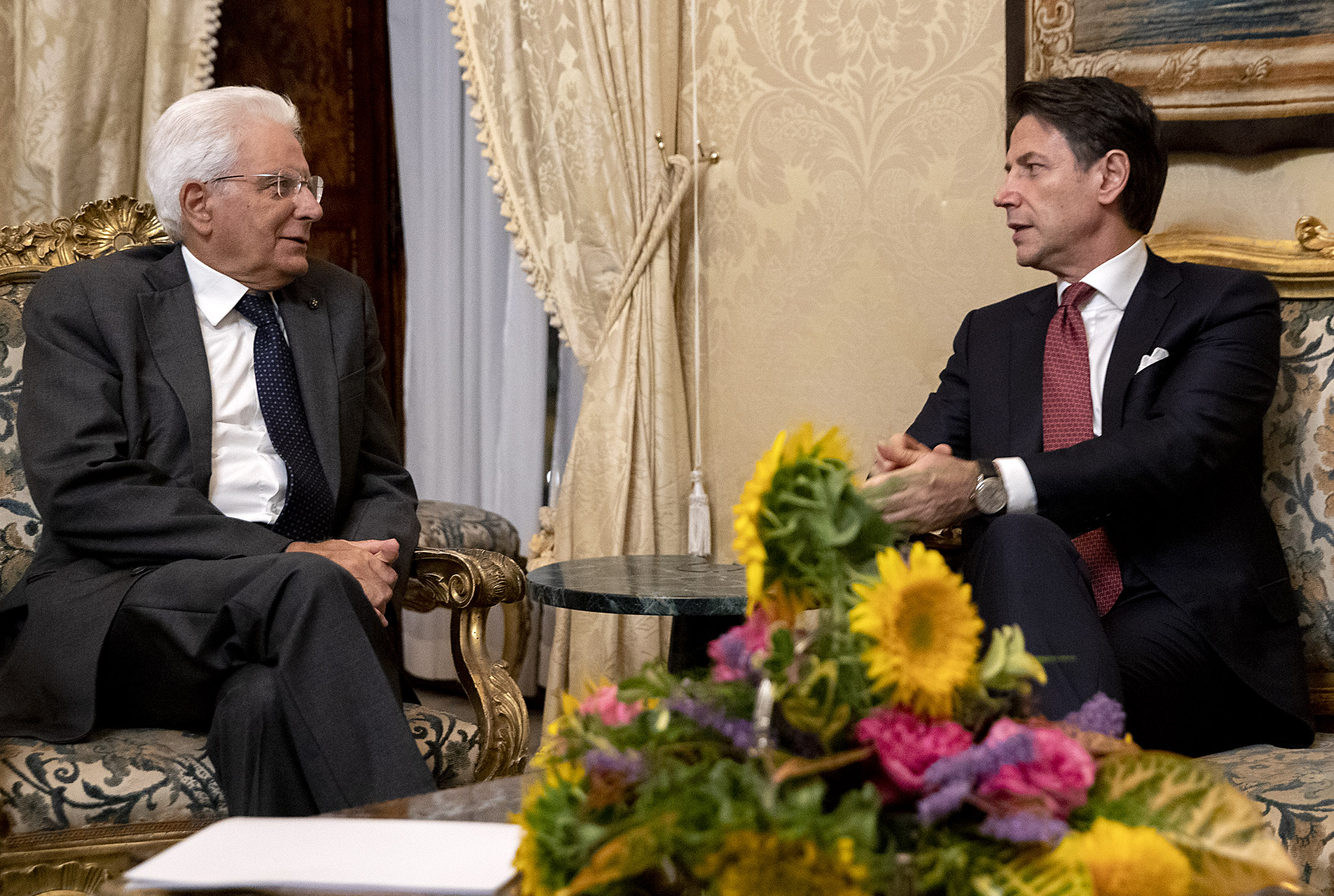
Giuseppe Conte venant présenter sa démission au président Mattarella (20 août 2019).

L'amendement constitutionnel est quant à lui adopté en seconde lecture au Sénat par 180 voix pour, 50 contre et 0 abstentions le 11 juillet 2019,, notamment grâce aux voix des sénateurs de Frères d'Italie tandis que ceux de Forza Italia s'abstiennent. Ce second passage au sénat échoue deux voix à atteindre la majorité des deux tiers du total des membres. Le second passage à la Chambre de la révision constitutionnelle est alors attendu pour septembre.
Néanmoins, le 8 août 2019, après des désaccords avec ses partenaires de coalition, le chef de la Ligue Matteo Salvini met fin à la coalition avec le Mouvement 5 étoiles et demande des législatives anticipées. L'avenir de la réforme constitutionnelle est alors incertain. Le Mouvement 5 étoiles demande que le vote final, prévu le 22 août à la rentrée parlementaire, ait lieu avant qu'une motion de censure ne soit votée lors de sessions extraordinaires dans les deux chambres. Le vote de la réforme devient l'enjeu de la lutte de pouvoir entre les deux formations, la Ligue refusant initialement son vote, avant de se raviser lorsque l'ancien président du Conseil Matteo Renzi propose au M5S de former une coalition. Renzi propose en gage de soutien de faire voter par le Parti démocrate (PD) la réforme constitutionnelle du M5S, malgré le vote opposé du PD au cours des étapes précédentes de la procédure, déclarant qu'à moins d'un mois du vote final celle-ci doit désormais être menée à son terme, quitte à voir la population trancher par la suite par référendum, la baisse du nombre de parlementaires permettant d'éviter une hausse de la TVA,.
Lors de son discours au Sénat le 20 août 2019, Giuseppe Conte annonce sa démission, faisant le constat de l'impossibilité de poursuivre le gouvernement de coalition à la suite de la défection de la Ligue. Sa démission est acceptée le jour même par le président Mattarella, ouvrant une période d'incertitude politique.
Le vote de la réforme, prévu deux jours plus tard, est finalement repoussé le 21 à une date indéterminée, en attendant la résolution de la crise. De nouvelles élections rendraient caduc tout travail parlementaire inachevé de la législature sortante, annulant de fait l'ensemble du projet de réforme. Un retournement d'alliance voit cependant le Mouvement 5 étoiles former une nouvelle majorité avec le Parti démocrate, aboutissant à la mise en place du gouvernement Conte II le 5 septembre 2019. Les deux formations s'accordent entre autres sur le vote de la réforme constitutionnelle, Conte annonçant le jour même sa mise à l'ordre du jour prochaine dans son discours d'intronisation à la Chambre, le Parti démocrate recevant en échange l'assurance du soutien du M5S sur une réforme future de la loi électorale instaurant la proportionnelle pour tous les députés. Le dirigeant du M5S, Luigi Di Maio, fait de la réduction des parlementaires un cheval de bataille tout au long de la crise, insistant pour la mise en œuvre de cette promesse phare de son mouvement,. Le texte est adopté en seconde lecture à la Chambre par 553 voix pour, 14 contre et 2 abstentions le 8 octobre 2019,,.

### Demande d'un référendum
Après le dernier vote, un délai de trois mois s'ensuit au cours duquel une mise à référendum peut être demandée par un minimum de 500 000 électeurs, ou au moins un cinquième des membres de l'une des deux chambres, ou au moins cinq des vingt conseils des régions d'Italie. À défaut, l'amendement constitutionnel entre en vigueur à l'issue de ce délai. Un total de 71 sénateurs en font la demande, dont 42 de Forza Italia, 10 indépendants, neuf de la Ligue, cinq du Parti démocrate, deux du Mouvement cinq étoiles, deux d'Italia Viva et un sénateur n'appartenant à aucun groupe. Le quorum de 64 membres de la chambre haute étant atteint, la réforme constitutionnelle est soumise à référendum après approbation de la Cour constitutionnelle. La date du scrutin est initialement fixée au 29 mars 2020 au cours du conseil des ministres du 27 janvier.

### Report
Le 5 mars, cependant, le référendum est reporté à une date indéterminée du fait de la propagation de l'épidémie de maladie à coronavirus dans le pays. Le 15 juillet 2020, le référendum est finalement fixé aux 20 et 21 septembre 2020, le scrutin étant organisé sur deux jours afin de limiter la présence simultanée des électeurs dans les bureaux de vote,.

## Objet

### Réduction parlementaire
Si elle est approuvée, la révision des articles 56, 57 et 59 de la Constitution fixerait le nombre de membres de la Chambre des députés à 400, dont 8 élus à l'étranger. Le ratio de trois huitièmes conduirait alors à un total de 147 députés élus au scrutin majoritaire, et 245 à la proportionnelle, diaspora non incluse.
Au Sénat, le nombre de membres passerait à 200, dont 4 élus à l'étranger. L'application du ratio conduirait de la même manière 74 d'entre eux à être élus au scrutin majoritaire, et 122 à la proportionnelle. Le nombre minimum de sénateurs passe de sept par région à trois par région ou province autonome, Molise et la Vallée d'Aoste en conservant respectivement deux et un seul à titre exceptionnel. La répartition des sièges supplémentaires entre les différentes entités se fait toujours sur la base de leurs populations lors du dernier recensement, sur la base des quotients entiers et des plus forts restes, y compris désormais celles des différentes circonscriptions des sièges de la diaspora,. Le nombre d'électeurs pour un député passe de 96 006 à 151 210 à la Chambre, et de 188 424 à 302 420 au Sénat.
| Chambre des députés | Chambre des députés | Chambre des députés | Chambre des députés | Sénat de la République | Sénat de la République | Sénat de la République |
|                     |                     |                     |                     |                        |                        |                        |
| Méthode             | Méthode             | Sièges              | %                   | Méthode                | Sièges                 | %                      |
|                     | Uninominal          | 147                 | 37 %                | Uninominal             | 74                     | 37 %                   |
|                     | Proportionnelle     | 245                 | 61 %                | Proportionnelle        | 122                    | 61 %                   |
|                     | Expatriés           | 8                   | 2 %                 | Expatriés              | 4                      | 2 %                    |

### Limitation des sénateurs à vie
La révision constitutionnelle limite par ailleurs le nombre de sénateurs à vie nommés par les présidents successifs. Chaque président peut toujours nommer au plus cinq sénateurs à vie au cours de son mandat, mais il ne peut désormais y avoir plus de cinq sénateurs à vie simultanément. Jusqu'à présent, la Constitution était muette sur ce point et la doctrine constitutionnelle admettait, depuis le septennat de Sandro Pertini, que chaque chef de l'État puisse nommer cinq sénateurs à vie sans tenir compte du nombre déjà en poste. L'amendement ne change pas la situation des anciens présidents de la République, qui deviennent toujours sénateurs à vie à la fin de leur mandat, leur nombre pouvant se cumuler à celui des cinq sénateurs nommés.

### Calendrier
Les articles révisés prennent effet pour la fin du mandat de la législature en cours, par fin naturelle ou par dissolution, sauf si celle-ci a lieu moins de soixante jours à compter de l'entrée en vigueur de la révision constitutionnelle. Auquel cas, son application est reportée à la législature suivante. La commission électorale doit notamment procéder dans ce délai de deux mois au redécoupage des circonscriptions, en accord avec la réforme de la loi électorale votée le 19 février 2019.

## Critiques et mesures correctrices

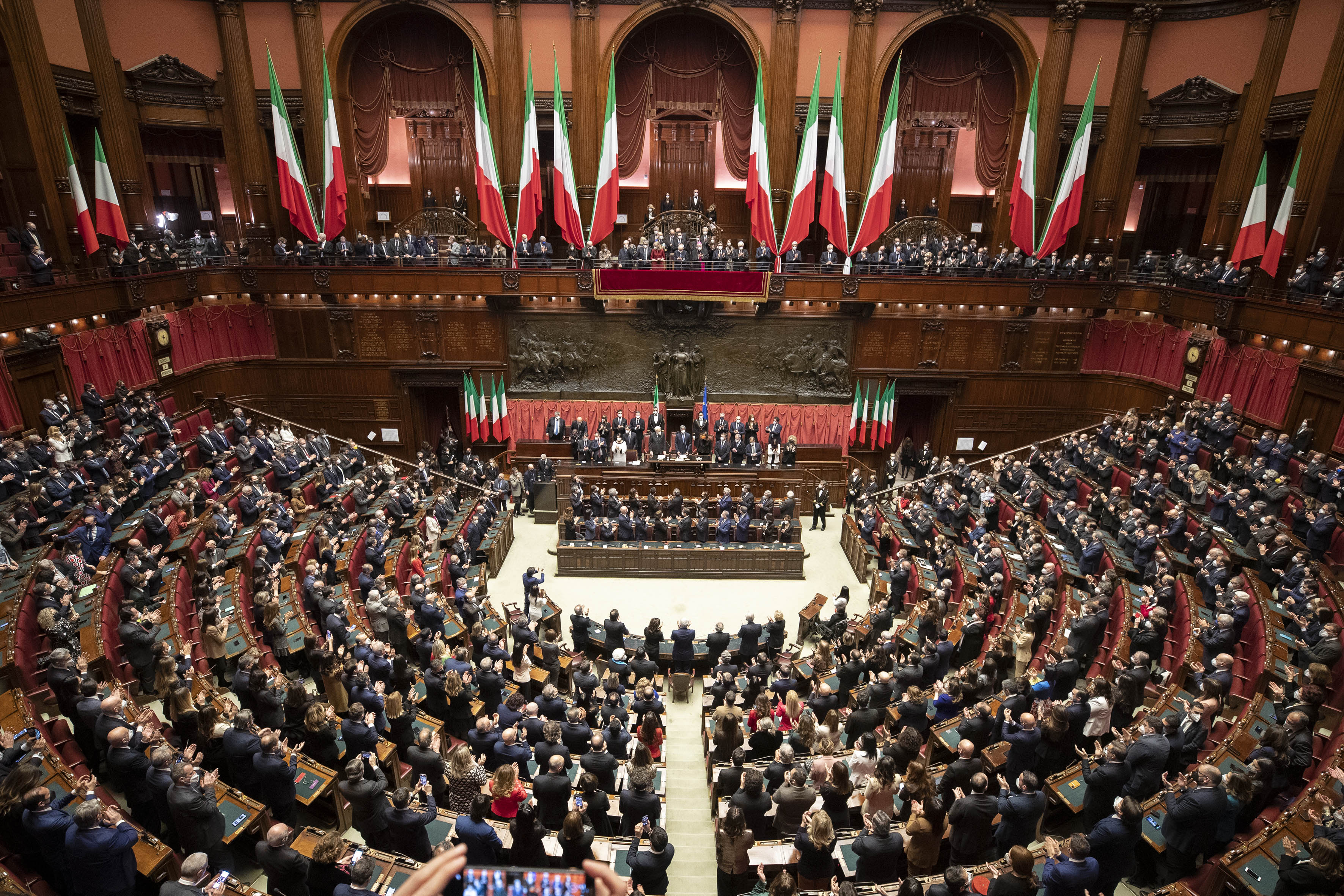
Le Parlement réuni en Congrès, ici pour la prestation de serment du président Mattarella.

Avant même le vote final du texte, plusieurs déséquilibres institutionnels causés par l'abaissement du total des parlementaires sont mis en évidence, notamment pour le mode de scrutin du président de la République.
Bien que l'existence de ces déséquilibres soit reconnue par le Mouvement 5 étoiles, celui-ci ne les considère cependant pas comme des obstacles au vote de la révision, les jugeant susceptibles d'être corrigés au cours d'autres révisions mineures ; une position critiquée pour son inversion des priorités. L'accord conclu entre le Mouvement et le Parti démocrate pour la formation du gouvernement Conte II engage les deux formations à mettre en œuvre ces mesures correctrices. Bien que retardées par la pandémie de Covid-19 et les réticences d'Italia Viva, plusieurs d'entre elles sont en cours au moment du vote populaire.
Le président de la République italienne est élu au scrutin indirect par un collège électoral composé de l'ensemble des membres des deux chambres, auxquels s'ajoutent trois délégués pour chacune des vingt régions d'Italie. Afin que la part de ces derniers sur le total reste dans les mêmes proportions malgré la diminution du nombre de parlementaires, le gouvernement projette de fixer à deux le nombre de délégués par régions via une révision de l'article 83 de la Constitution.

Provinces (délimitées en gris) au sein des régions (délimitées en noir).

Le système électoral alors en vigueur fonctionne avec des circonscriptions basées sur les limites régionales pour le Sénat. Les petites régions moins peuplées obtiendrait par conséquent moins de sénateurs qu'auparavant en proportion du total. De plus, le nombre de sièges à la proportionnelle attribués à chaque régions dans les deux chambres, également en fonction de la population, baisserait pour certaines à des nombres qui réduirait considérablement la proportionnalité des résultats, au détriment des petits partis. Une région n'ayant que cinq sièges à pourvoir conduirait en effet à un seuil électoral de facto de 20 % des suffrages pour obtenir un siège.  
Ces considérations amènent très vite le gouvernement à réfléchir à une réforme électorale. Si dans un premier temps l'article 57 de la Constitution serait amendé afin de définir l'élection des sénateurs sur la base de circonscriptions, et non plus des régions, une refonte complète du système électoral est mise en avant. Un nouveau système dans lequel la proportionnelle est calculée sur une base nationale, appelé Brescellum du nom de son promoteur Giuseppe Brescia,,, ou Germanicum en raison de sa ressemblance avec le système électoral allemand, fait l'objet de négociations entre les différents partenaires de la coalition,,. Le projet est cependant considérablement retardé en raison de l'opposition d'Italia Viva au seuil électoral proposé de 5 %. Le parti de Matteo Renzi, issu d'une scission du Parti démocrate et dont dépend la majorité gouvernementale, est en effet régulièrement annoncé proche ou en deçà de ce seuil dans les sondages,. Aucune de ces mesures n'a encore été adoptée au moment du référendum.

## Sondages
| Date             | Institut                            | Échantillon                         | Total                               | Total                               | Total                               | Total                               |      | Indécis non compris | Indécis non compris | Indécis non compris |      |      |      |      |
| Date             | Institut                            | Échantillon                         | ✔Oui                                | Non                                 | Indécis                             | Avance                              | ✔Oui | Non                 | Avance              |                     |      |      |      |      |
| ---------------- | ----------------------------------- | ----------------------------------- | ----------------------------------- | ----------------------------------- | ----------------------------------- | ----------------------------------- | ---- | ------------------- | ------------------- | ------------------- | ---- | ---- | ---- | ---- |
| Date             | Institut                            | Échantillon                         | 2–4 sept. 2020                      | SWG                                 | 1 000                               | Avance                              | 70,0 | 30,0                | Avance              | NC                  | 40,0 | 70,0 | 30,0 | 40,0 |
| 1–3 sept. 2020   | Ixè                                 | 1 000                               | 51,3                                | 17,9                                | 30,8                                | 33,4                                | 74,1 | 25,9                | 48,2                |                     |      |      |      |      |
| 1–3 sept. 2020   | Ipsos                               | 1 000                               | 58,9                                | 24,1                                | 17,0                                | 34,8                                | 71,0 | 29,0                | 42,0                |                     |      |      |      |      |
| 31 août 2020     | Euromedia                           | NC                                  | 42,0                                | 15,8                                | 42,2                                | 24,2                                | 72,7 | 27,3                | 45,4                |                     |      |      |      |      |
| 23–27 août 2020  | BiDiMedia                           | 1 661                               | 71,0                                | 29,0                                | NC                                  | 42,0                                | 71,0 | 29,0                | 42,0                |                     |      |      |      |      |
| 24–26 août 2020  | Demos & Pi                          | 1 014                               | 82,0                                | 18,0                                | NC                                  | 64,0                                | 82,0 | 18,0                | 64,0                |                     |      |      |      |      |
| 14–17 août 2020  | Lab2101                             | 1 000                               | 72,4                                | 27,6                                | NC                                  | 44,8                                | 72,4 | 27,6                | 44,8                |                     |      |      |      |      |
| 22–23 juil. 2020 | Ipsos                               | 1 000                               | 49,0                                | 8,0                                 | 43,0                                | 41,0                                | 86,0 | 14,0                | 72,0                |                     |      |      |      |      |
| 23–25 juin 2020  | Ipsos                               | 1 000                               | 46,0                                | 10,0                                | 44,0                                | 36,0                                | 82,0 | 18,0                | 64,0                |                     |      |      |      |      |
| 20–22 fév. 2020  | Piepoli                             | 503                                 | 81,0                                | 9,0                                 | 10,0                                | 72,0                                | 90,0 | 10,0                | 80,0                |                     |      |      |      |      |
| 13 janv. 2020    | Euromedia                           | 800                                 | 75,1                                | 10,7                                | 14,2                                | 64,4                                | 87,5 | 12,5                | 75,0                |                     |      |      |      |      |
| 9–14 déc. 2019   | Demos&Pi                            | 1 212                               | 86,0                                | 12,0                                | 2,0                                 | 74,0                                | 86,0 | 14,0                | 72,0                |                     |      |      |      |      |
| 8 oct. 2019      | Vote de la réforme par le Parlement | Vote de la réforme par le Parlement | Vote de la réforme par le Parlement | Vote de la réforme par le Parlement | Vote de la réforme par le Parlement | Vote de la réforme par le Parlement |      |                     |                     |                     |      |      |      |      |
| 7–8 oct. 2019    | Demopolis                           | 1 500                               | 80,0                                | 12,0                                | 8,0                                 | 68,0                                | 87,0 | 13,0                | 74,0                |                     |      |      |      |      |

## Résultats

Bulletin de vote utilisé.

Pour être validé, l'amendement nécessite de recueillir un vote favorable de la majorité absolue des votes valides, sans quorum de participation.
La question posée est « Approuvez vous le texte de la loi constitutionnelle concernant la "Modification des articles 56, 57 et 59 de la Constitution en matière de réduction du nombre de parlementaires", approuvée par le Parlement et publiée à la Gazette Officielle de la République italienne n°240 du 12 octobre 2019 ? »

### Résultats nationaux
| Choix                  | Votes      | %     |  |
| ---------------------- | ---------- | ----- |  |
| Oui                    | 17 913 259 | 69,96 |  |
| Non                    | 7 691 837  | 30,04 |  |
|                        |            |       |  |
| Votes valides          | 25 605 096 | 98,29 |  |
| Votes blancs           | 218 093    | 0,84  |  |
| Votes nuls             | 226 569    | 0,87  |  |
| Total                  | 26 050 227 | 100   |  |
| Abstention             | 24 905 758 | 48,88 |  |
| Inscrits/Participation | 50 955 985 | 51,12 |  |

| Pour 17 913 259 (69,96 %) |  |  | Contre 7 691 837 (30,04 %) |
| ▲                         |  |  |                            |
| Majorité absolue          |  |  |                            |

### Résultats par région

Les résultats par région

Dans toutes les régions, le résultat a été majoritaire pour le « oui ».

## Analyse et conséquences
Le vote en faveur de l'amendement à une large majorité de près de 70 % des votants est perçu comme une victoire pour le Mouvement cinq étoiles, celui ci en ayant fait une promesse électorale phare. Conjugués aux résultats des élections régionales organisées simultanément - au cours  desquelles le Parti démocrate se maintient dans trois de ses quatre régions en jeu -, le vote consolide les deux partenaires de coalition, repoussant le risque d'élections anticipées,.
Dès le lendemain du scrutin, les dirigeants du Mouvement cinq étoiles affirment vouloir mettre à profit cette démonstration de soutien populaire pour poursuivre leurs réformes constitutionnelles, dont l'introduction du référendum législatif d'origine populaire et l'abaissement du droit de vote au Sénat, ainsi que la nouvelle loi électorale,,.
La révision constitutionnelle est signée par le président Mattarella et promulguée au journal officiel le 21 octobre, un mois après le scrutin, avant d'entrer en vigueur le 5 novembre,. Le redécoupage des circonscriptions proposé par le gouvernement reçoit le feu vert de la commission des affaires constitutionnelles des deux chambres le 11 décembre. La réduction parlementaire est mise en œuvre pour la première fois lors des élections organisées en septembre 2022.